# Carlos Buendía
Carlos Manuel Buendía (Córdoba, Argentina, 13 de marzo de 1995) es un basquetbolista argentino que se desempeña como base en Atenas de Córdoba de la Liga Nacional de Básquet de Argentina. Fue reconocido como el Mejor Sexto Hombre de la Liga Nacional de Básquet en la temporada 2020-21. 

## Trayectoria
Desde niño se formó en el club Municipalidad de Córdoba y permaneció allí hasta la categoría U17. En el 2012 fue reclutado por Regatas, como parte del Programa Cantera; en el club correntino disputó partidos de Liga Nacional y, también, integró el equipo campeón del Súper 8.

### Clubes
| Club                     | País      | Año             |
| ------------------------ | --------- | --------------- |
| Regatas Corrientes       | Argentina | 2011 - 2012     |
| Rocamora                 | Argentina | 2012 - 2013     |
| Regatas Corrientes       | Argentina | 2013 - 2014     |
| Estudiantes de Olavarría | Argentina | 2014 - 2015     |
| Petrolero Argentino      | Argentina | 2015 - 2016     |
| La Unión de Colón        | Argentina | 2016 - 2017     |
| Olímpico                 | Argentina | 2017            |
| Gimnasia y Esgrima (CR)  | Argentina | 2017 - 2020     |
| Boca Juniors             | Argentina | 2020 - 2022     |
| Riachuelo                | Argentina | 2022 - 2023     |
| San Martín de Corrientes | Argentina | 2023 - 2024     |
| Atenas de Córdoba        | Argentina | 2024 - Presente |

## Selección nacional
Buendía fue miembro de los seleccionados juveniles de baloncesto de Argentina, llegando a integrar el plantel del equipo que conquistó el Campeonato Sudamericano de Baloncesto Sub-15 de 2010 y del que obtuvo el segundo lugar en el Campeonato FIBA Américas Sub-16 de 2011. 